# ソンバトヘイ - ナジカニジャ線
ソンバトヘイ - ナジカニジャ線（ハンガリー語: Szombathely–Nagykanizsa-vasútvonal）は、ハンガリー国鉄の鉄道線の名称である。路線番号は17。

## 歴史
ウィーンとエッセク（現在オシエク）を結ぶ鉄道の一部として皇帝フランツ・ヨゼーフ東方鉄道（k.k. privilegierte Kaiser Franz Joseph-Orientbahn, KFJOB）はこの路線の建設を計画した。東方鉄道はいくつかの会社と併合され帝国特認南部鉄道会社（k.k. privilegierte Südbahn-Gesellschaft）が形成された。1858年9月23日に発行された南部鉄道の設立許可書にこの路線および現在のショプロン - ソンバトヘイ線の建設期限は会社設立に関する条件として明示された。シュタインアムアンガー（現在ソンバトヘイ）の南側にラープ川およびザラ川の橋梁建設が必要であった。二つの川の間で分水領を貫通するために1:75比率の勾配は用いられた。1865年9月21日この路線とオェデンブルク - ソンバトヘイ区間は南部鉄道により165 kmの路線距離で開通された。
2011年にジェール・ショプロン・エーベンフルト鉄道（Győr-Sopron-Ebenfurti Vasút）はソムバトヘイ - ザラセンティヴァーン区間の旅客列車の運営を引き受けた。

## 運行形態
快速と普通について説明する。

### 快速(IR)
合わせて2時間に1本の運行だが、停車駅が大きく分けて2パターンある。
- パンノーニア号：　ソンバトヘイ - ナジカニジャ - ペーチ（特急級）
4時間に1本の運行。ナジカニジャ以南は30号線に直通する。途中、ピュシュペクモルナーリ、ヴァシュヴァール、ザラセンティヴァーンにのみ停車し、一部に限りショルキファルドにも停車する。
2021年4月に運行を開始した。当初は、センティヴァーン以北で、北行に限り各駅に停車していたが、2024年度より全区間で特急級の停車駅となった。

- パンノーニア号：　ソンバトヘイ - ナジカニジャ - ペーチ（快速級）
4時間に1本の運行。ナジカニジャ以南は30号線に直通する。ソンバトヘイ - センティヴァーン間は各駅に停車する。
過去の運行形態
2018年以前は、通常の快速(O)として運行していて、上下とも快速運転していた。一日1往復のみ、ソンバトヘイ以北15号線のショプロンまで直通していた。センティヴァーン以北はピュシュペクモルナーリ、ヴァシュヴァールのみ停車が基本であった。また、ペトレーテは大部分が通過していた他、アルシェーネメシャパーティやナジカポルナクに停車する列車も設定されていた。
2018年末に、ショルキファルドとパーチョニに停車する列車が設定された。
2019年末に、パーチョニは再び全列車通過となった。
2021年4月に、ショプロンへの直通を取りやめた。南行はセンティヴァーン以北で各駅停車となった他、上下ともペトレーテは原則停車、アルシェーネメシャパーティとナジカポルナクは全列車通過となった。
2024年度より、センティヴァーン以北は北行も大部分が各駅停車となった。

### 普通
ザラセンティヴァーンを境に系統が分かれる。両者を直通する列車は無い。
- ソンバトヘイ - ザラセンティヴァーン ( - ザラエゲルセグ)
早朝と午後中心の運行。うち1日6往復が25号線のザラエゲルセグまで直通する。各駅停車。
2021年冬以前は、日中も含めて2-4時間に1本に運行であったが、センティヴァーン以北各駅停車の快速が設定されたことにより、日中は運行しなくなった。2023年度以前は、エゲルセグへの直通が一日5往復であった。

- ザラエゲルセグ → ザラセンティヴァーン → ソンバトヘイ → ジェール　【夏季を除く日曜運行】
週に片道1本のみの運行。017号線内は、ヴァシュヴァールにのみ停車する。
2021年春以前は各駅に停車していた。

- ザラエゲルセグ - ザラセンティヴァーン - ナジカニジャ
一日2往復の運行。ザラセンティヴァーン以北25号線に直通する。各駅停車。
2021年冬以前は、フェルシェーライク以北の区間運転が一日2往復運行していた他、ナジカポルナクとウーユドヴァールにも全列車停車していた。2023年度以前は一日1往復の運行であった。

## 駅一覧
以下では、ハンガリー国鉄17号線の駅と営業キロ、停車列車、接続路線などを一覧表で示す。
- 種別
  - IR：快速
  - S：普通
- 停車駅
  - ■印：全列車停車
  - ●印：一部通過
  - ○印：一部停車
  - ｜印：全列車通過

| 路線名 | 駅名                                       | 駅間営業キロ | 累計営業キロ | IR | S  | 接続路線 | 所在地     | 所在地             |
| ------ | ------------------------------------------ | ------------ | ------------ | -- | -- | --- | ---------- | ------------------ |
| 17     | ソンバトヘイ駅                             | -            | 0            | ■  | ■  | 15号線（ショプロン方面）、16号線（ブダペスト方面） 18号線（ケーセグ方面）、20号線（セーケシュフェヘールヴァール方面） 21号線（セントゴトハールド方面） | ヴァシュ県 | ソンバトヘイ郡     |
| 17     | ジェンジェシュヘルマーン駅                 | 3            | 3            | ○  | ●  | | ヴァシュ県 | ソンバトヘイ郡     |
| 17     | ショルキファルド駅                         | 9            | 12           | ●  | ●  | | ヴァシュ県 | ソンバトヘイ郡     |
| 17     | セントレーラーント駅                       | 2            | 14           | ○  | ●  | | ヴァシュ県 | ソンバトヘイ郡     |
| 17     | ピュシュペクモルナーリ駅                   | 5            | 19           | ■  | ●  | | ヴァシュ県 | ヴァシュヴァール郡 |
| 17     | ヴァシュヴァール駅                         | 4            | 23           | ■  | ■  | | ヴァシュ県 | ヴァシュヴァール郡 |
| 17     | パーチョニ駅                               | 10           | 33           | ○  | ●  | | ヴァシュ県 | ヴァシュヴァール郡 |
| 17     | ジェールヴァール駅                         | 3            | 36           | ○  | ●  | | ヴァシュ県 | ヴァシュヴァール郡 |
| 17     | エゲルヴァール・ヴァシュボルドガシュソニ駅 | 6            | 42           | ○  | ●  | | ザラ県     | ザラエゲルセグ郡   |
| 17     | ザラセントレーリンツ駅                     | 3            | 45           | ○  | ●  | | ザラ県     | ザラエゲルセグ郡   |
| 17     | ザラセンティヴァーン駅                     | 4            | 49           | ■  | ■  | 25号線（リュブリャナ方面、ブダペスト方面） | ザラ県     | ザラエゲルセグ郡   |
| 17     | アルシェーネメシャパーティ駅               | 4            | 53           | ｜ | ■  | | ザラ県     | ザラエゲルセグ郡   |
| 17     | ナジカポルナク駅(休止中 *1)                |              | (57)         | ｜ | ｜ | | ザラ県     | ザラエゲルセグ郡   |
| 17     | ブーチューセントラースロー駅               | 8            | 61           | ●  | ■  | | ザラ県     | パチャ郡           |
| 17     | ザラセントミハーイ・パチャ駅               | 8            | 69           | ●  | ■  | | ザラ県     | パチャ郡           |
| 17     | ペトレーテ駅                               | 5            | 74           | ●  | ■  | | ザラ県     | パチャ郡           |
| 17     | フェルシェーライク駅                       | 3            | 77           | ｜ | ■  | | ザラ県     | パチャ郡           |
| 17     | ゲルシェ駅                                 | 7            | 84           | ●  | ■  | | ザラ県     | ザラカロシュ郡     |
| 17     | ウーユドヴァール駅(休止中 *1)              |              | (93)         | ｜ | ｜ | | ザラ県     | ナジカニジャ郡     |
| 17     | ナジカニジャ駅                             | 18           | 102          | ■  | ■  | 30号線（ペーチ方面、ブダペスト方面） | ザラ県     | ナジカニジャ郡     |

(*1): 2021年4月休止。